# Поцелуй перед смертью (фильм, 1991)
«Поцелуй перед смертью» (англ. A Kiss Before Dying) — американский эротический триллер 1991 года режиссёра Джеймса Дирдена, снятый по одноимённому роману Айры Левина 1953 года, получившему Премию Эдгара Аллана По 1954 года (это было первое вручение). В фильме снимались Мэтт Диллон, Шон Янг, Макс фон Сюдов и Дайан Ладд. Роман был ранее экранизирован под тем же названием в 1956 году.

## Сюжет
Молодой человек, Джонатан, узнаёт, что его девушка, Дороти (Шон Янг), находится в плохих отношениях с отцом Тором Карлссоном (Макс фон Сюдов), весьма богатым и влиятельным человеком в Нью-Йорке, и наследство ей не светит. Жених разочарован перспективой прожить жизнь в нищете и совершает хладнокровное убийство беременной девушки, чтобы потом заняться её сестрой.
Тор и его дочь Эллен (которую также играет Шон Янг), близнец Дороти, потрясены, узнав, что Дороти была беременна, и читают её предсмертную записку, отправленную по почте в день её смерти. Эллен не может поверить, что её сестра покончила с собой. Эллен расследует смерть Дороти вместе с детективом Дэном Корелли (Джеймс Руссо). Эллен отправляется в университетский городок. Эллен находит бывшего парня Дороти Томми Руссела (Бен Браудер), который должен был показать фотографию парня, с которым встречалась Дороти. Чтобы правда не вскрылась, Джонатан убивает Томми, а Эллен остается убеждённой, что Томми убил Дороти.
Эллен возвращается домой в Нью-Йорк, и приезжает её парень — Джонатан, который принял личность Джея Фарадея. Затем он убивает Патрицию, так как она вспомнила внешность парня Дороти.
В итоге Эллен добирается до истины. Джонатан признаётся ей, что убил Фарадея и выдавал себя за него. Он планировал жениться на потомке Карлссонов, но незапланированная беременность Дороти означала, что она будет лишена наследства. Джонатан готовится задушить Эллен, которая убегает из дома на железнодорожные пути. Бросившись в погоню, Джонатан попадает под поезд Карлссона, на том же самом месте, где он в детстве наблюдал за проходящими поездами.

## В ролях
| Актёр          | Роль                    |
| -------------- | ----------------------- |
| Мэтт Диллон    | Джонатан Корлисс        |
| Шон Янг        | Эллен / Дороти Карлссон |
| Макс фон Сюдов | Тор Карлссон            |
| Дайан Ладд     | миссис Корлисс          |
| Джеймс Руссо   | Дэн Корелли             |
| Бен Браудер    | Томми Руссел            |
| Марта Геман    | Патрисия Фаррен         |
| Джим Файф      | Терри Дитер             |
| Лашель Карл    | репортёр                |
| Шейн Риммер    | комиссар Малли          |
| Адам Горовиц   | Джей Фарадей            |

## Производство
Продюсеры «Поцелуя перед смертью» хотели, чтобы Ривер Феникс сыграл Джонатана. Они несколько раз обращались к нему с предложением, но он не чувствовал связи с персонажем, и ему казалось, что он не подходит для этой роли, поэтому он неоднократно отказывался от неё, и затем был выбран Мэтт Диллон. Дайан Лейн и Пенелопа Энн Миллер рассматривались на роли Эллен и Дороти, но обе отвергли предложение. Изначально на роль была выбрана Бриджит Фонда, но она покинула съёмки из-за конфликта в расписании, и Шон Янг подписала контракт на её замену.
Фильм в основном снимался в Великобритании, но некоторые кадры были сняты в США.

### Распространение
В США в широкий прокат фильм вышел 26 апреля 1991 года, в Англии — 14 июня 1991 года.
Кассовые сборы были низкими. За первую неделю фильм собрал 4 348 165 долларов, а общая сумма поступлений за четыре недели составила 14 478 720 долларов. Фильм находился в широком прокате в течение тридцати одного дня.
Фильм был показан в 1546 кинотеатрах по всей стране.

## Приём

### Критика
Кинокритик Chicago Sun-Times Роджер Эберт похвалил режиссуру картины и работу Мэтта Диллона, написав: «Это первый фильм Мэтта Диллона после „Аптечного ковбоя“, который ещё раз демонстрирует, что он один из лучших актёров, работающих в кино».
Питер Трэверс из журнала Rolling Stone не был так добр в своём обзоре этого фильма, особенно по сравнению с оригиналом 1956 года. Он критикует сценарий и режиссуру фильма. Он написал: «Хотя Дирден правильно понимает суть — фильм выглядит гладко — он экономит на характеристиках … [и] сценарий Дирдена не дает исходного материала, который позволил бы ему выйти за рамки стереотипа».
Согласно агрегатору отзывов Rotten Tomatoes, 31 % критиков дали фильму положительную рецензию на основе 13 рецензий.

## Награды

### Золотая малина
- Премия «Золотая малина» за худшую женскую роль — Шон Янг в роли Эллен Карлссон, 1991 г.

- Премия «Золотая малина» за худшую женскую роль второго плана — Шон Янг в роли Дороти Карлссон, 1991 г.

## Сравнения с романом
Оставив персонажа Корлисса практически неизменным (не считая переименования его в Джонатана), фильм радикально изменил историю романа. В фильме Корлисс инсценирует собственное самоубийство после убийства Дороти и снова появляется как «Джей Фарадей», чтобы жениться на сестре Дороти, Эллен. В романе Корлисс не обретает новую личность. Другая сестра Эллен, Мэрион, не фигурирует ни в одной из киноверсий этой истории. В этом фильме Корлисс встречает свой конец, пытаясь убить Эллен после того, как она узнает, кто он на самом деле. Преследуя её, по иронии судьбы, его сбивает один из поездов её отца.